# Christian Kuhlemann
Christian Kuhlemann (geboren 4. Februar 1891 in Misburg; gestorben 3. September 1964 in Hannover) war ein deutscher Ingenieur, Unternehmer und Politiker (DP). Er war von 1949 bis 1953 Mitglied des Deutschen Bundestages.

## Leben und Beruf

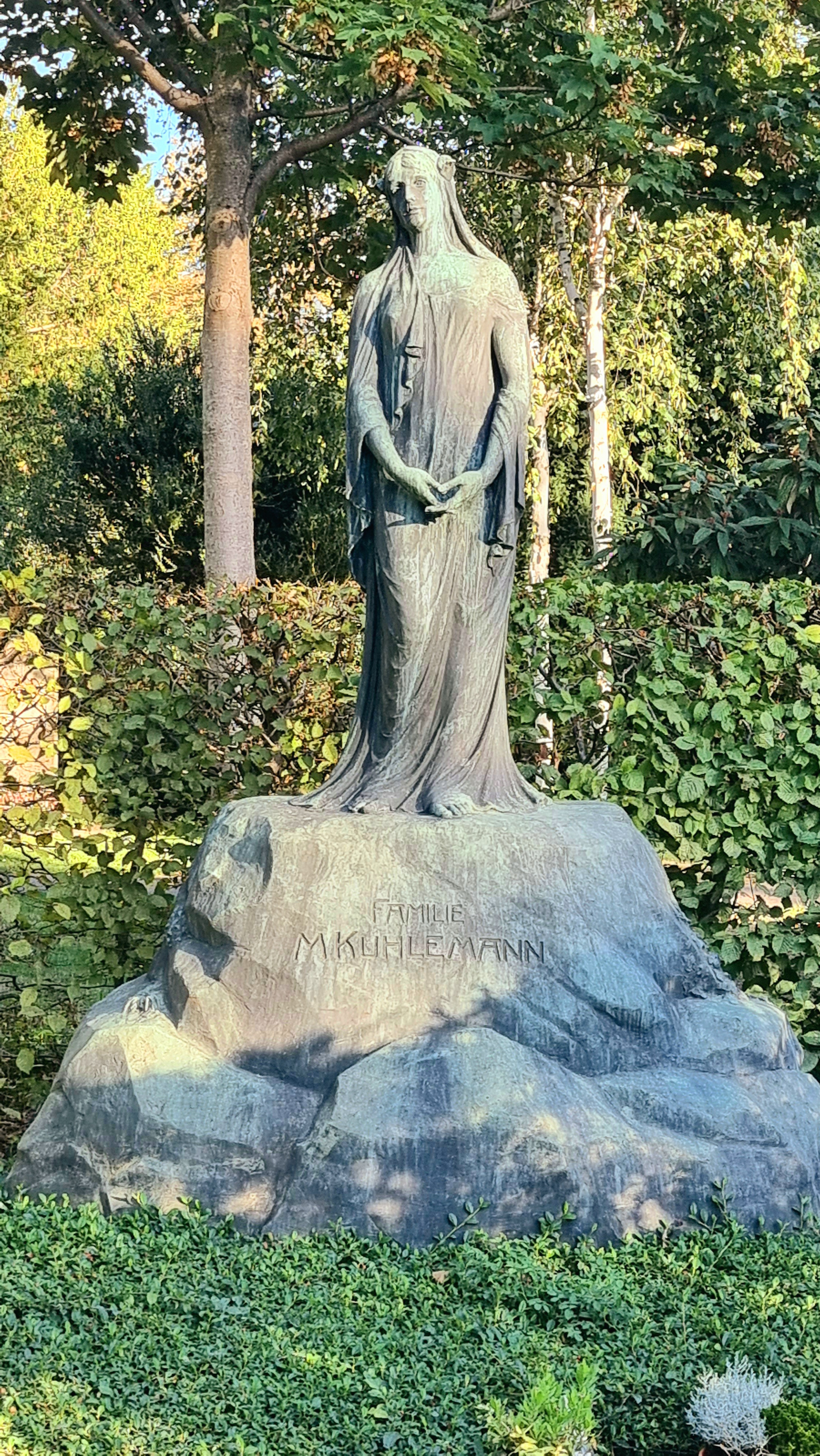
1929 auf dem Stadtfriedhof Engesohde für Max Kuhlemann aufgestelltes Familiengrab

Christian Kuhlemann wurde als Sohn des Zementfabrikdirektors Maximilian Kuhlemann (1857–1929) in Misburg bei Hannover geboren. Nach dem Besuch des Realgymnasiums absolvierte er ein Studium des Maschinenbaus und der Chemischen Technologie an der Technischen Hochschule Hannover, das er 1919 mit der Prüfung als Diplom-Ingenieur abschloss. Er war Mitglied des Corps Saxonia Hannover.
Im Anschluss arbeitete er in der Eisen- und Montanindustrie, unter anderem bei Buderus in Wetzlar und bei der Bergwerks-AG in Gelsenkirchen-Schalke. Weiterhin unternahm er eine Studienreise in die Vereinigten Staaten sowie nach Mexiko und Kanada. 1925 trat er als kaufmännischer Direktor in die von seinem Großvater Friedrich Kuhlemann gegründete Hannoversche Portland-Cementfabrik AG mit Sitz in Misburg ein. Nach dem Tod seines Vaters 1929 wurde er geschäftsführendes Vorstandsmitglied des Unternehmens.
Nach dem Zweiten Weltkrieg wirkte Kuhlemann als Vorsitzender der Vereinigung der Technischen Überwachungsvereine (TÜV). Er beteiligte sich an der Neugründung der Industrie- und Handelskammer Hannover, war zunächst deren stellvertretender Präsident und von 1953 bis 1964 dann deren Präsident. Von 1945 bis 1953 fungierte er als stellvertretender Vorsitzender des Deutschen Industrie- und Handelstages (DIHT) mit Sitz in Bonn. Von 1948 bis 1964 war er zudem Vorsitzender des Industrie-Clubs Hannover. 1962 wechselte er in den Aufsichtsrat der Portland-Cementfabrik AG. Neben seiner Tätigkeit als Unternehmer und Verbandsfunktionär war er seit 1949 Vorsitzender der Hannoverschen Hochschulgemeinschaft. Als solcher beteiligte er sich am Wiederaufbau der Universität Hannover. Christian Kuhlemann starb am 3. September 1964 in Hannover.

## Politik
Kuhlemann war vor 1933 Mitglied der Deutschen Volkspartei (DVP). 1945 trat er in die Niedersächsische Landespartei (NLP) ein, die Ende 1946 in Deutsche Partei (DP) umbenannt wurde. Er war von 1947 bis 1949 für Niedersachsen Mitglied des Wirtschaftsrates der Bizone, in dem die DP bis Oktober 1948 eine Fraktionsgemeinschaft mit der CDU/CSU einging. Bei der ersten Bundestagswahl 1949 wurde Kuhlemann über die Landesliste in den Deutschen Bundestag gewählt, dem er bis 1953 angehörte. Hier war er Vorsitzender des Ausschusses für Außenhandelsfragen sowie seit dem 8. September 1950 auch Vorsitzender des Beirates für handelspolitische Vereinbarungen.

## Ehrungen
- Großes Verdienstkreuz der Bundesrepublik Deutschland, 1953
- Ehrenbürger und Ehrensenator der Universität Hannover
- Ehrendoktorwürde (Dr.-Ing. e. h.) der Universität Hannover, 1956
- Großes Verdienstkreuz mit Stern der Bundesrepublik Deutschland, 1956
- Großkreuz des Griechischen Phönix-Ordens, 1957
- Großes Verdienstkreuz des Niedersächsischen Verdienstordens, 1963

Nach Kuhlemann ist die im November 1964 gegründete Christian-Kuhlemann-Stiftung benannt, deren Zwecke die Förderung der Wissenschaften an der Gottfried Wilhelm Leibniz Universität Hannover ist.